# Морское (Дагестан)
Морское (Приморский) — село в Дахадаевском районе Дагестана.
Образует сельское поселение село Морское как единственный населённый пункт в его составе.

## Географическое положение
В административном отношении принадлежит Дахадаевскому району, а географически расположено в качестве «анклава» на территории Дербентского района в 6 км к северо-востоку от села Берикей.

## История
Село образовано в порядке планового переселения граждан распоряжением от 1978 года из сёл Цизгари, Цураи и Дибгалик Дахадаевского района. В плановом порядке было переселено в 1985 году 20 семей (примерно 98 человек) из Цизгари и 8 хозяйств (более 35 человек) из Цураи. Обучение ведется на даргинском и русском языках. Переселенцы соседствуют с коренными жителями — азербайджанцами — в согласии и дружбе.

## Население
| 1989  | 2002  | 2010  | 2012  | 2013  | 2014  | 2015  |
| ----- | ----- | ----- | ----- | ----- | ----- | ----- |
| 784   | ↗1092 | ↗1186 | ↗1197 | ↘1191 | ↗1219 | ↗1225 |
| 2016  | 2017  | 2018  | 2019  | 2020  | 2021  | 2023  |
| ↘1224 | ↗1238 | ↗1250 | ↘1244 | ↗1252 | ↗1284 | ↘1268 |
| 2024  | 2025  |       |       |       |       |       |
| ↗1273 | ↗1277 |       |       |       |       |       |